# Jay Francis
Jerromy Orlando 'Jay' Francis (Sittard, 13 januari 1994), ook bekend als Tisjeboyjay en Tisjeboy Jay, is een Nederlandse stand-upcomedian en mediapersoonlijkheid. 

## Biografie
Francis groeide op in Born als zoon van een Surinaamse vader en Nederlandse moeder. Zijn vader was soms gewelddadig en afwezig.
Onder de naam Tisjeboy Jay plaatste Francis komische filmpjes op zijn sociale mediakanalen. Minder frequent publiceerde hij ook muziek. Hij werd benaderd voor deelname aan het televisieprogramma Temptation Island, waarin hij in 2018 te zien was. In 2019 maakte Francis zijn eerste theatershow. Roué Verveer begeleidde hem daarbij. Tijdens de coronacrisis in Nederland maakte Francis filmpjes waarin hij het overheidsbeleid bekritiseerde.
Francis was in 2021 en 2022 te zien in het tv-programma De Verraders, evenals in Ranking the Stars. In 2021 stond hij met een show in Rotterdam Ahoy. Datzelfde jaar won hij de Videoland-spelshow Like Me I'm Famous. Een jaar later stond hij solo in de Ziggo Dome, als tweede Nederlandse comedian ooit, na Najib Amhali. Onder meer Guido Weijers en Fresku stonden in zijn voorprogramma. Ahoy en de Ziggo Dome verkocht hij meermaals uit.
In 2022 nam hij deel aan De Alleskunner VIPS.
In 2023 stootte Francis zijn artiestennaam Tisjeboy Jay af, om afstand te doen van het controversiële imago dat hij verkreeg door filmpjes die hij maakte over overheidsbeleid tijdens de coronacrisis.
De Schaduw van de Lach, een documentaire over Francis, was in 2024 te zien in onder meer Pathé-bioscopen. De film werd bekroond met de filmprijs Kristallen Film. Datzelfde jaar was hij als een door vrouwen geliefde masseur te zien in de Videoland Original-serie Jackson & Malone, wat zijn acteerdebuut was. In 2024 werd Francis vader van een dochter.
Voor het tv-programma Hel of hotel, dat in 2025 te zien was, liet Francis zich met oud-gedetineerden opsluiten in een gevangenis.

## Voorstellingen
- 2019: Van het net naar het doek
- 2021: Het tijdelijke abnormaal
- 2022: Politiek correct
  - Videoregistratie verscheen op Prime Video
- 2023: In de war
  - Videoregistratie verscheen op Streamz en Pathé Thuis
- 2024: Catastrofe
- 2025: Evolutie

## Prijzen
- 2021: Like Me I'm Famous - winst spelshow op Videoland[9]
- 2024: Gouden Ticket Award - voor meer dan 25 duizend verkochte kaarten voor zijn show Catastrofe[15]
- 2024: Kristallen Film Award - voor meer dan 10 duizend verkochte bioscoopkaarten voor zijn documentaire De schaduw van de lach[12]
- 2024: Platina Ticket Award - voor meer dan 50 duizend verkochte tickets voor zijn show Catastrofe[16]
- 2025: Platina Ticket Award - voor meer dan 50 duizend verkochte tickets voor zijn show Evolutie

## Discografie
- 2018: Tranqui
- 2018: Food Is Life
- 2018: Thciki Tcha
- 2018: No Leting Go
- 2019: Claimen
- 2019: Body op mij (met Ajay)
- 2019: Beloven
- 2019: Kill it (met Kosso)
- 2020: Slapen in 't cafe
- 2020: Goodmorning
- 2020: ASO (met Stiekz)
- 2021: Ik Wil Je Lovin' (met Dioni)
- 2022: Slide (Into Freedom) (met Dioni)